# 克利夫兰诊所
克利夫兰诊所（克利夫兰医学中心）是世界最著名醫療機構之一，機構集合医療、研究和教育三位一体，提供专业医疗和最新治疗方案的非营利性机构。克利夫兰医学中心始建于1921年2月28日，隶属于俄亥俄州一家非营利性公司——克利夫兰临床基金会，并由其经营。
克利夫兰医学中心本部位于克利夫兰市，在佛罗里达、内华达、加拿大和阿布扎比开设有分院。克利夫兰诊所本部共有超过1400个床位，整个医院体系拥有4400个床位。

## 历史

### 早期起步
- 克利夫兰诊所最早是位于克利夫兰市西部，16教堂大街的一家外科诊所，由法兰克·J·威德创立。[4] [5]之后，威德的两个助手法兰克·E·邦茨和乔治·华盛顿·克莱尔将其买下。[6] 1897年，他们将诊所搬到了位于克利夫兰市中心展望大道的奥斯本大厦。[7]
- 1921年：克莱尔，邦茨，以及克莱尔的表兄威廉·洛厄和约翰·菲利普斯博士创建了克利夫兰诊所基金会。同年，克利夫兰诊所搬到了位于东93号大街和欧几里得大厦交界的克利夫兰医学大厦，并与1月26日开始对外营业。除了最早的外科诊所，此时的克利夫兰医学中心还成立了克利夫兰实验室和研究办公室。成立之初，克利夫兰医学中心共有60名员工，医生占14人，护士4人。第一批入院病人人数为42人。[8]
- 1922年克利夫兰医学中心创始人买下四间民宅用做克利夫兰医学中心的住院部，放射治疗室。以及一栋5层的小楼用作糖尿病患者接受胰岛素注射的地方。为了满足更多的病人看病需求，1924年克利夫兰医学中心在东90号大街和卡内基大厦建立了能容纳184张床位的新中心。[9]
- 1929年：五月份克莱尔大厦发生爆炸，事故造成123人死亡，50人受伤。菲利普斯博士在这场事故中身亡。五个月后，为重建克利夫兰医学中心大厦克莱尔和洛厄开始筹款活动。[10]
- 1954年：克利夫兰医学中心正式通过由医师工作人员选出的9名医师组成的理事会，负责诊所的管理。[11]

### 成长与发展
- 1959年——曾在1940年发明人工肾脏的Kolff建立了克利夫兰诊所肾透析科[12]
- 1988年——克利夫兰佛罗里达医学中心开业[13]
- 1995年——克利夫兰医学中心在美国心脏病治疗中排名第一
- 1999年——Lerner研究中心正式成立[14]
- 2003年——克利夫兰医学中心心脏移植手术突破1000例[15]
- 2004年——凯斯西储大学克利夫兰医学中心Lerner医学院正式成立[16]
- 2006年——克利夫兰医学中心宣布在阿联酋首都阿布扎比创立其首家海外机构——克利夫兰阿布扎比诊所[17]
- 2008年——克利夫兰医学中心Lerner研究所的年度研究经费大约为2.5亿美元。

## 研究
克利夫兰医学中心开展的研究涉及一系列领域，其中包括：
- 导致心脏病的基因研究
- 利用干细胞来修复有问题的骨损伤
- 利用特殊植入物来修复神经紊乱
- 在經過長達23年的研究，指出缺少運動的死亡率高於吸菸等因素。
- 克利夫兰医学中心的研究人员关注包括乳腺癌和肺癌、冠心病、心力衰竭、癫痫、帕金森综合症、慢性阻塞性肺病、哮喘、高血压、糖尿病、抑郁症和饮食失调等一系列领域。[18]

### 重大创新[19]
- 血清素分离，这是导致高血压的一个关键因素（20世纪40年代）
- 1958年，克利夫兰医学中心的心脏病专家F. Mason Sones Jr.医生發明了冠状动脉造影术，让医生通过移动的X射线观察心脏及其血管
- 第一例冠状动脉造影（1958年）
- 首例微创心脏瓣膜手术（1995年）
- 首次成功进行喉移植（1998年）
- 率先在利用脑深部电刺激治疗神经紊乱方面取得成功（2006年）
- 首例通过患者肚脐进行肾移植（2007年）
- 美国首次近全脸移植（2008年）
- 美国首次经导管主动脉瓣置换和修复术（2011年）
- 发现成人大脑神经元可再生（2011年）
- 美国首次经导管主动脉瓣置换和修复术（2012年）
- 发现肠道细菌产品（TMAO）可预测心脏病风险（2013年）
- 首例fMRI引导的脑深部电刺激手术（2015年）

## 声誉
克利夫兰医学中心是被美国以及全世界所公认的顶级医疗中心之一，尤其是在医疗技术和医疗管理系统，以及心血管疾病治疗方面。克利夫兰医学中心的心脏病诊疗计划连续21年入围全美最佳，在《美国新闻与世界报道》评选的“2015-2016年度最佳医院”中排名第一。
根据《美国新闻与世界报道》的排名，克利夫兰医学中心的泌尿外科、胃肠科、肾脏科和风湿病科位居全美第二， 其它五个科室也位列前五。在俄亥俄州14项医学排名中，克利夫兰医学排名第一。
 Sydell和阿诺德·米勒家族心脏和血管研究所 
- 自1995年起，在美国心脏病专科领域一直排名第一

 消化系统疾病与手术中心
- 自2003年起，在美国消化系统紊乱专科领域一直排名第二

 Glickman泌尿科与肾脏病中心 
- 在美国泌尿专科和肾病专科领域均排名第二

 骨科与风湿病中心 
- 在美国风湿科领域排名第二，整形外科手术领域排名第三

 神经学研究所 
- 在美国神经/神经外科领域排名第八

 陶西格（Taussig）癌症中心
- 俄亥俄州最大的癌症治疗项目

 儿科研究所和儿童医院 
- 位列全美前10大儿童专科医院

 Stanley Shalom Zielony卓越护理研究所 
- 共有超过14,000名护士，其中包含高级执业护师[24]

## 医疗水準与安全
为了提高医院的医护水准和医疗安全，克利夫兰医学中心创建了质量与安全研究所，研究所主要关注临床效果、认证体系、医疗风险管理、数据资源管理、环境健康与安全、感染控制、患者医疗安全、流程改进与质量。
克利夫兰医学中心一直提倡透明公开地报告医疗质量数据，为患者及其医生提供他们所需的信息，以便他们在选择接受治疗护理的医院时能够做出正确的决定。质量与安全研究所会发布《效果报告》（Outcomes Book），这份报告中包含克利夫兰医学中心的14个临床医疗机构的外科手术和药物治疗情况总结。  
除了这些基于研究所的临床治疗效果报告，克利夫兰医学中心还向公众提供以下报告：
- 联合委员会绩效衡量计划（qualitycheck.org）
- 医疗保险与医疗补助服务中心（CMS）医院对比（HospitalCompare.hhs.gov）以及医生对比（medicare.gov/Physician Compare）
- 克利夫兰医学中心质量效果报告（clevelandclinic.org/QPR）

## 所在位置
克利夫兰医学中心本部位于克利夫兰费尔法克斯大学城附近，共有41栋建筑，占地160英亩（65公顷）。 克利夫兰医学中心在周边社区经营18个家庭健康与门诊手术中心，在佛罗里达州的维斯顿经营一所多科室医院和家庭健康中心，在加拿大安大略省多伦多经营一家门诊诊所。   克利夫兰医学中心经营着俄亥俄东北地区11家医院，并在佛罗里达州、内华达州、加拿大和阿布扎比等地设有分院。
- 本部位于俄亥俄州克利夫兰
- 克利夫兰医学中心儿童医院位于本部院区内；在附近的克利夫兰Buckeye-Shaker社区内设有一家康复中心。
- 位于俄亥俄州Euclid的Euclid医院
- 位于俄亥俄州克利夫兰的Fairview医院
- 位于俄亥俄州Mayfield Heights的Hillcrest医院
- 位于俄亥俄州莱克伍德的莱克伍德医院。新的家庭健康护理设施将于2016年后半年开始建设，包括一个外科中心和一个急救部门。
- 位于俄亥俄州克利夫兰的Lutheran医院
- 位于俄亥俄州Garfield Heights的Marymount医院
- 位于俄亥俄州Medina的Medina医院
- 位于俄亥俄州Warrensville Heights的South Pointe医院
- 位于佛罗里达州维斯顿的克利夫兰佛罗里达医学中心
- 位于佛罗里达州西棕榈湾的克利夫兰佛罗里达医学中心
- 位于内华达州拉斯维加斯的Lou Ruvo脑健康中心
- 位于阿联酋阿布扎比的克利夫兰阿布扎比医学中心
- 位于利雅得的克利夫兰全球解决方案医学中心

2015年8月，位于美国俄亥俄州Akron的Akron综合健康系统加盟克利夫兰诊所系统。Akron综合健康系统包括阿克伦总医院，探访护士服务和联盟其他成员，VNS临终关怀，洛迪社区医院，埃德温·肖康复研究所和三个健康和保健中心。